# Nevoľné
Nevoľné (bis 1927 slowakisch „Nevolnô“; ungarisch Tormáskert – bis 1892 Nyevolno oder älter Nevolno) ist eine Gemeinde in der Mitte der Slowakei mit 390 Einwohnern (Stand 31. Dezember 2024), die zum Okres Žiar nad Hronom, einem Teil des Banskobystrický kraj, gehört.

## Geographie
Die Gemeinde befindet sich inmitten der Kremnitzer Berge auf einem Bergrücken zwischen den Bächen Biely potok und Švábsky potok, der Richtung Westen steil abfällt. Das Gemeindegebiet ist überwiegend bewaldet. Das Ortszentrum liegt auf einer Höhe von 703 m n.m. und ist sechs Kilometer von Kremnica sowie 20 Kilometer von Žiar nad Hronom entfernt.
Nachbargemeinden sind Kremnica im Norden, Ihráč im Osten und Süden, Bartošova Lehôtka im Südwesten und Dolná Ves im Westen.

## Geschichte

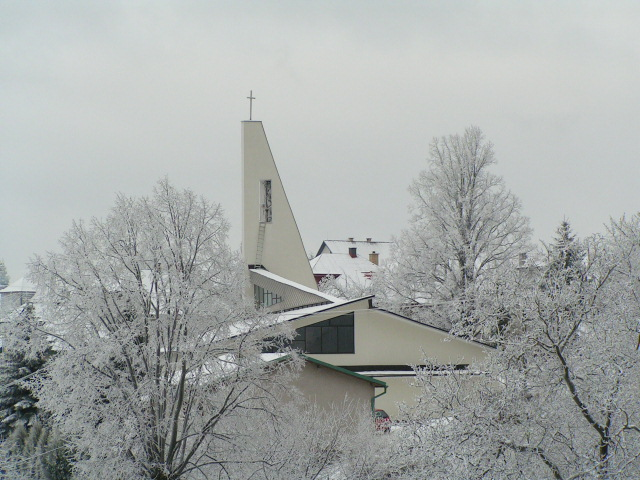
Kirche in Nevoľné

Der Ort wurde zum ersten Mal 1482, nach anderen Quellen erst im Jahr 1571 als Newolka beziehungsweise Newolna schriftlich erwähnt, als er als Gut des Graner Erzbistums verwaltet wurde. Nevoľné entstand zuerst als Köhlersiedlung, später siedelten sich Holzfäller und Landwirte an. Im 16. Jahrhundert hatte das Dorf zwei Porta und eine verlassene Mühle, 1601 standen hier neun Häuser, 1715 waren insgesamt sieben Steuerpflichtige verzeichnet. 1828 zählte man 37 Häuser und 217 Einwohner, die als Landwirte beschäftigt waren, doch wegen wenig fruchtbaren Böden suchten oft die Einwohner ihre Einnahmequellen andernorts.
Bis 1918 gehörte der im Komitat Bars liegende Ort zum Königreich Ungarn und kam danach zur Tschechoslowakei beziehungsweise heute Slowakei. In der Zwischenkriegszeit waren Herstellung von Holzgeschirr, Leinen- und Tuchweberei sowie Stickerei verbreitet. Später pendelten die Einwohner vorwiegend in die Industriebetriebe in Kremnica, Žiar nad Hronom und Zvolen.

## Bevölkerung
| Jahr                | 1994 | 2004    | 2014    | 2024    |
| ------------------- | ---- | ------- | ------- | ------- |
| Anzahl der Personen | 428  | 423     | 409     | 390     |
| Unterschied         |      | −1,16 % | −3,30 % | −4,64 % |

| Jahr                | 2023 | 2024    |
| ------------------- | ---- | ------- |
| Anzahl der Personen | 386  | 390     |
| Unterschied         |      | +1,03 % |

Nach der Volkszählung 2011 wohnten in Nevoľné 434 Einwohner, davon 418 Slowaken, zwei Tschechen sowie jeweils ein Deutscher und Rom. 12 Einwohner machten keine Angabe zur Ethnie.
400 Einwohner bekannten sich zur römisch-katholischen Kirche und ein Einwohner zur Evangelischen Kirche A. B. 15 Einwohner waren konfessionslos und bei 18 Einwohnern wurde die Konfession nicht ermittelt.

## Bauwerke
- römisch-katholische Kirche Verklärung des Herrn aus dem Jahr 1970

## Söhne und Töchter der Gemeinde
- Rudolf Baláž (1940–2011), römisch-katholischer Bischof von Banská Bystrica